# Andrónico Ângelo
Andrónico Ângelo ou Andrónico Ducas Ângelo (Lídia c. 1130 – 1185) foi um general bizantino, filho do imperador bizantino, Constantino Ângelo (Filadélfia, Ásia Menor, - 1166)  e de Teodora Comnena Angelina (Constantinopla, 15 de janeiro de 1096 -?), filha de Aleixo I Comneno (1048 - 1118) e de Irene Ducena (1066 - 1120).

## Biografia
Foi, por ordem do imperador Manuel I Comneno, combater os turcos seljúcidas, que, por força das armas, haviam tomado a província da Capadócia. Os resultados deste confronto, a quando do seu início, não são precisos e perdem-se na noite dos tempos, no entanto após três anos de lutas, por cobardia ou por traição Andrónico abandonou o seu exército no campo de batalha à vista do inimigo e voltou para Constantinopla.
Por esse acto foi castigado por Manuel, que considerou o acontecido como um acto inclassificável, e, como castigo, mandou-o vestir-se de mulher e circular pela cidade como forma de o fazer passar vergonha junto da multidão.
Depois deste castigo voltou a aceitá-lo nas suas fileiras militares e a dar-lhe as suas honras e privilégios. Foi novamente enviado para o campo de batalha em 1118, desta feita pelos tutores de Aleixo II Comneno, filho de Manuel, contra o usurpador Andrónico I Comneno.
Dado o facto de Andrónico Comneno ter vencido a batalha ocorrida em Charax (Bitínia), e por temer as acções da imperatriz Maria contra a sua pessoa e família, Andrônico Ângelo passou para o campo do inimigo levando consigo toda a sua família.
Segundo o historiador Guilherme de Tiro, no seu livro XXI, capítulo XVI, Andrônico Ângelo, foi enviado por Manuel à corte de Balduíno I de Jerusalém, rei de Jerusalém, para acordar uma expedição que tinha por objectivo a reconquista do Egito.

## Relações familiares
Foi filho de Constantino Ângelo (Filadélfia, Ásia Menor, - 1166) e de Teodora Comnena Angelina (Constantinopla, 15 de janeiro de 1096 -?), filha de Aleixo I Comneno (1048 - 1118) e de Irene Ducena (1066 - 1120). Casou-se com Eufrosina Castamonitissa, filha de Teodoro Castamonita (1099 -?), de quem teve:
1. Isaac II Ângelo, imperador bizantino, casou-se com Margarida da Hungria (1175 -?).
2. Aleixo III Ângelo (1153 - 1211) casou com Eufrósine Ducena Camaterina (1155 - 1211), filha de Andrónico Ducas Camatero e de Qirwerne(je).
3. Constantino Ângelo
4. João Ângelo
5. Miguel Ângelo
6. Teodoro Ângelo
7. Irene Angelina, que casou com João Cantacuzeno
8. Teodora Angelina, que casou com Conrado de Monferrato